# Břevnovská radiála
Břevnovská radiála je plánovaná komunikace, která má propojit Městský a Pražský okruh na západě Prahy. Radiála se má napojit na dálnici D6.
Pro účely posuzování variant řešení je radiála rozdělena do čtyř úseků:
1. Pražský okruh – ulice U boroviček (4 varianty)
2. ulice U boroviček – ulice Kukulova
3. ulice Kukulova – Břevnovský klášter
4. Břevnovský klášter – Městský okruh, Malovanka (2 varianty)

Břevnovská radiála je předmětem sporů, především 1. úsek v oblasti okolí Řep. Současná (2024) verze Metropolitního plánu hlavního města Prahy zahrnuje návrh vedení Břevnovské radiály. 